# Напредна демократска странка
Напредна демократска странка била је политичка странка у Хрватској и Славонији, која је постојала од 1918. до 1919. године Основао ју је Иван Лорковић, након што је иступио из Хрватско-српске коалиције. Странка коријене има у Напредној странци (1904—1916), Хрватској пучкој напредној странци (1906—1910) и Хрватској самосталној странци (1910—1918). Са Старчевићевом странком права се ујединила у Хрватску заједницу 1919. године.